# Anamah Tan
Anamah Tan (geboren 1940) ist eine singapurische Familienanwältin und Frauenrechtlerin.

## Leben
Tan studierte Jura an der National University of Singapore, graduierte im Jahr 1963 und wurde im selben Jahr als Anwältin zugelassen. Sie arbeitete zunächst in der Verwaltung Singapurs (Bau- und Entwicklungsplanung) und praktizierte ab Mitte der 1970er Jahre freiberuflich unter dem Namen Ann Tan. In dieser Zeit begann sie mit ihrem Einsatz für Frauenrechte, wobei sie sich vor allem für arme Arbeiterinnen einsetzte. In dieser Zeit war sie 1974 Mitbegründerin der Singapore Association of Women Lawyers (Singapurische Anwältinnen-Vereinigung) sowie 1980 des Singapore Council of Women's Organizations (Singapurischer Rat der Frauenorganisationen). In den 1980ern wurde sie als Rechtsanwältin in England und Wales zugelassen; im Jahr 2000 promovierte sie im Fach Business Administration.
Der Singapurische Frauenrat war Teil eines internationalen Netzwerks von Frauenorganisationen, sodass Tan auch für die Asean Confederation of Women's Organisations (ACWO) tätig wurde. Von 2003 bis 2009 war sie Präsidentin des Internationalen Frauenrats; 2004 wurde sie als erste Singapurerin in den UN-Ausschuss für die Beseitigung der Diskriminierung der Frau gewählt und war dort bis 2008 tätig.